# Norman Hill Boke
Norman Hill Boke (* 1913 - febrero de 1996) fue un botánico, y microbiólogo alemán, habiéndose especializado en cactaceae.

## Vida y obra
Norman Hill Boke obtiene en 1934 un „grado elemental“ en la Universidad de Dakota del Sur, y en 1936 obtiene su M.Sc. en la Universidad de Oklahoma. A continuación, pasó a la Universidad de California, donde con Adriance Sherwood Foster (1901-1973) como su adviser, se graduó en 1939 y recibió su título de doctor en botánica. Antes, Boke en 1945 fue profesor de la Universidad de Oklahoma, y también enseñó en la Universidad de Nueva México, y en la Universidad Johns Hopkins. En Oklahoma enseñó Anatomía vegetal, Morfología de Tracheobionta y biológicos con microscopía. Realizó una importante contribución al estudio del desarrollo del gineceo de las cactáceas.
De 1970 a 1975 fue editor de la Revista de Botánica Americana. Hizo numerosos estudios de campo y era un buen juez de la flora mexicana.

## Honores

### Epónimos
Leo Kladiwa y Franz Buxbaum lo honraron con el género Normanbokea de la familia de Cactaceae, hoy sinónimo de Turbinicarpus .

## Algunas publicaciones
- The anatomy of the hypocotyl of Gleditsia triacanthos L. with a preliminary report on Gymnocladus dioica (L.) Koch. University of Oklahoma, 1936
- Histogenesis and morphology of the phyllode in certain species of Acacia. University of California, Berkeley 1939. - Disertación
- Zonation in the Shoot Apices of Trichocereus spachianus and Opuntia cylindrica. In: American Journal of Botany 28 ( 8) 1941 : 656–664
- Histogenesis of the Vegetative Shoot in Echinocereus. In: American Journal of Botany 38 ( 1 ), 1951 : 23–38
- Anatomy and Development of the Flower and Fruit of Pereskia pititache. In: American Journal of Botany 50 ( 8 ), 1963 : 843–858
- A Botanist Looks at Mexico. In: Bios 33 ( 4 ), 1962 : 187–199
- Developmental Morphology and Anatomy in Cactaceae. In: BioScience 30 ( 9 ), 1980 : 605–610, JSTOR

- La abreviatura «Boke» se emplea para indicar a Norman Hill Boke como autoridad en la descripción y clasificación científica de los vegetales.[2]